# Ñuñoa
Ñuñoa é uma das 32 comunas que compõem a cidade de Santiago, capital do Chile.
A comuna limita-se: a norte com Providencia; a leste com La Reina e Peñalolén, a sul com Macul; a oeste com San Joaquín e Santiago.

## Esporte
É na comuna de Ñuñoa que se localiza o Estádio Nacional de Chile, que sediou vários jogos da Copa do Mundo FIFA de 1962 e que sediaria a final da Copa Libertadores da América de 2019 caso a sede não tivesse sido modificada pela Conmebol em função dos Protestos no Chile em 2019. 